# Val Varaita

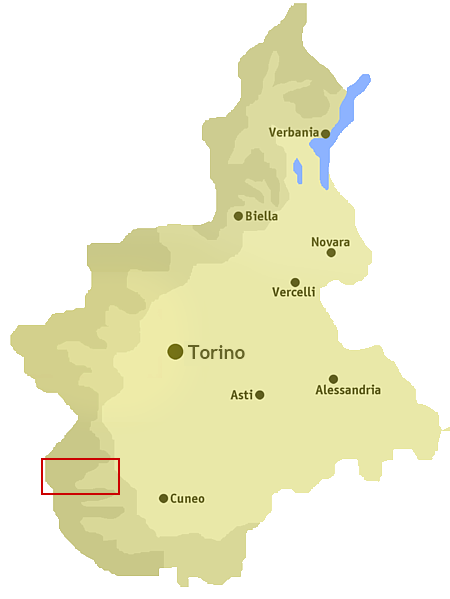
Situation de la vallée dans la carte du Piémont.

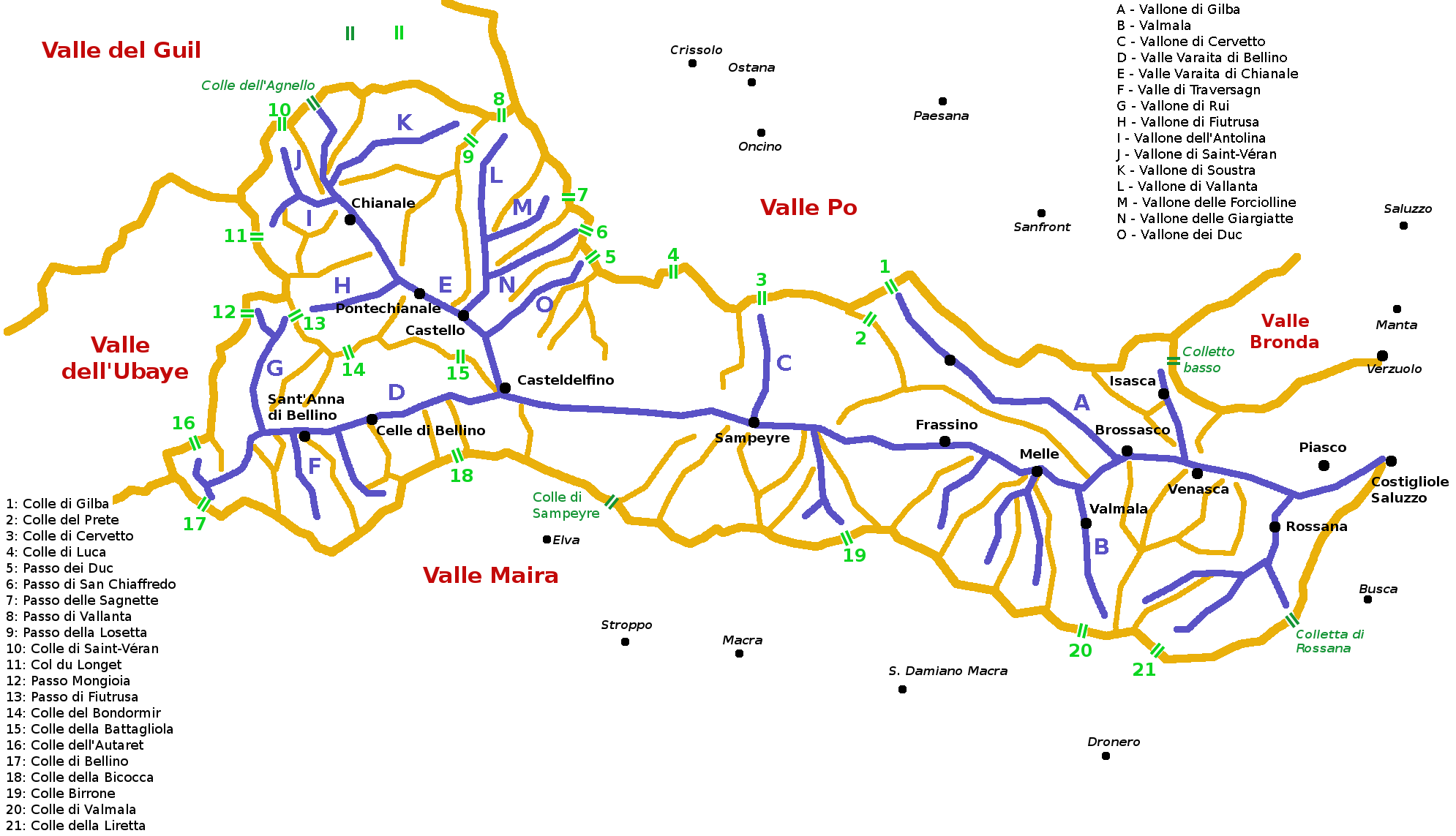
Schéma général du val Varaita.
Lignes de crêtes : orange
Fonds de vallée : bleu
Cols : vert

Le val Varaita est une vallée du Piémont située dans la province de Coni. Il correspond à la haute vallée de la Varaita, en amont de Costigliole Saluzzo.

## Géographie

### Topographie
La rivière Varaita est un affluent de rive droite du Pô, la confluence se trouvant à Lombriasco (aire métropolitaine de Turin). Le val Varaita correspond à la partie montagnarde du cours de la Varaita, avant son entrée dans la plaine padane, à Costigliole Saluzzo.
En amont de Casteldelfino, la Varaita est séparée en deux torrents : la Varaita de Chianale et la Varaita de Bellino : 
- la vallée de la Varaita de Chianale au nord est orientée sud-est-nord-ouest et mène au col Agnel ;
- la vallée de la Varaita de Bellino au sud est orientée nord-est-sud-ouest et mène à la brèche de l'Autaret (de l'autre côté, en France, se trouve la vallée de l'Ubaye).

Entre la Varaita de Chianale et la Varaita de Bellino, on peut passer (à pied) soit par le col de Bondormir (2 651 m) qui se trouve sur la crête de Pietralunga (ou Pierrelongue), soit par le col de Fiutrusa (2 858 m).

#### Cols
Les cols routiers sont 
- vers la France : le col Agnel (2 744 m) qui fait la frontière avec la France, au-delà duquel se trouvent le Queyras, puis le Briançonnais ;
- vers le val Maira au sud : le Colle di Sampeyre - 2 284 m.

Il existe de nombreux cols pédestres :
- vers la France : col de Saint-Véran (2 844 m), col Longet (2 672 m), col de Valante (2 826 m) ;
- vers le val Maira : colle Birrone (1 700 m), colle della Bicocca (2 285 m) ;
- vers le val Pô : passo di San Chiaffredo (2 764 m).

#### Sommets
Le sommet le plus élevé est le mont Viso (3 841 m). D'autres sommets importants appartiennent au massif du Mont Viso :
| - Haute vallée du Chianale : - Monte Losetta - 3 054 m - Monte Ruine - 3 143 m - Monte Aiguillette - 3 298 m - Pic Brusalana - 3 170 m - Pic d'Asti - 3 219 m - Roc della Niera - 3 177 m - Punta Tre Chiosis - 3 080 m - Rocca Bianca - 3 064 m - Monte Pelvo - 3 024 m - Cima di Pienasea - 3 117 m - Tour Real - 2 877 m | - Haute vallée du Bellino : - Cima Mongioia - 3 340 m - Monte Salza - 3 329 m - Monte Giuep - 3 100 m - Testa di Malacosta - 3 212 m - Punta del Vallone del Lupo - 3 153 m - Punta di Fiutrusa - 3 110 m - Monte Ferra - 3 094 m - Testa di Malacosta - 3 212 m - Pelvo di Ciabrera - 3 152 m - Tête de l'Autaret - 3 015 m - Denti di Maniglia - 3 177 m - Monte Maniglia - 3 177 m - Monte Bellino - 2 942 m - Monte Faraut - 3 046 m - Cima Sebolet - 3 023 m - Rocca la Marchisa - 3 072 m - Monte Camoscere - 2 984 m - Pelvo d'Elva - 3 046 m | - Moyenne et basse vallée : - Punta Rasciassa - 2 664 m - Cima di Crosa - 2 531 m - Monte Nebin - 2 510 m - Testa di Garitta Nuova - 2 385 m - Monte Birrone - 2 131 m - Monte Ricordone - 1 764 m - Monte san Bernardo - 1 625 m |

### Communes
Dans le val de Chianale, on trouve les communes de Casteldelfino et Pontechianale ; dans le val de Bellino, se trouve la commune de Bellino.
En aval de Casteldelfino, on trouve successivement les communes de : Sampeyre, Frassino, Melle, Valmala, Brossasco, Isasca, Venasca, Rossana, Piasco, Verzuolo et Costigliole Saluzzo. 

### Voies de communication
La principale route est celle qui mène de Costigliole Saluzzo au col Agnel, et au-delà à la France.

## Histoire

### L'escarton de Châteaudauphin: un pays dauphinois devenu piémontais
Jusqu'en 1713, quatre communautés de la haute vallée de la Varaita font partie du Dauphiné, principauté d'Empire devenue française en 1349, où elles sont un des quatre escartons du Briançonnais, régis par une charte de 1343, l'escarton de Châteaudauphin : outre Châteaudauphin (Casteldelfino), ce sont Bellin (Bellino), Le Chenal (Chianale) et Pont-sur-Chenal (Pontechianale). 
En 1713, le traité d'Utrecht fait reculer la frontière franco-piémontaise sur la ligne de partage des eaux (en échange, le duc de Savoie cède Barcelonnette, c'est-à-dire la vallée de l'Ubaye, partie du comté de Nice). L'escarton de Châteaudauphin continue cependant d'exister jusqu'en 1802 (annexion du Piémont à la République française).

### Les batailles de Casteldelfino (1743 et 1744)
En octobre 1743, pendant la guerre de Succession d'Autriche, une offensive de l'armée française contre le Piémont, possession des ducs de Savoie devenus rois de Sardaigne en 1720, alliés à l'Autriche, a lieu dans le val Varaita, au-dessus de Casteldelfino, mais elle échoue au bout de trois jours de combats (7-10 octobre).
En juillet 1744, après avoir vaincu une armée anglo-sarde à Villefranche-sur-Mer et conquis le comté de Nice (possession des rois de Sardaigne), l'armée franco-espagnole commandée par le prince de Conti et l'infant Philippe lance une nouvelle offensive vers le Piémont. Cette fois, les troupes franco-espagnoles y entrent par plusieurs cols, dont le col de Larche, le col de Montgenèvre et le col Agnel.
Le 19 juillet 1744, a lieu la seconde bataille de Casteldelfino, victoire franco-espagnole qui oblige le roi Charles-Emmanuel III à battre en retraite. Elle porte aussi le nom de bataille de Pierrelongue, en référence à la crête où se situe le col du Bondormir.

## Culture

### Langues
C'est l'une des vallées occitanes du Piémont, où l'occitan est encore parlé à côté de l'italien et du piémontais. La comunità montana a toujours manifesté un intérêt particulier pour la sauvegarde de la langue et des traditions occitanes.

### Gastronomie
Les ravioles sont le plat typique de la vallée, de Chianale à Melle. Il s'agit d'une pâte faite de pommes de terre et de farine puis roulée en forme de boudins de la longueur et de l'épaisseur d'un doigt. Ces boudins sont cuits quelques minutes dans de l'eau salée bouillante, puis arrosés de beurre fondu et de crème fraîche. 
Il y a aussi les poivrons alla bagna cauda. Ce sont des demi-poivrons grillés servis avec une sauce chaude aux anchois, ail cuit et crème fraîche.